# G.E. Stinson
G.E. Stinson (Kingfisher (Oklahoma), augustus 1949) is een Amerikaanse jazzgitarist.

## Biografie
Stinson begon zijn muzikale carrière onder invloed van bluesmuzikanten als Bo Diddley en Muddy Waters. In Chicago werkte hij o.a. met bluesmuzikanten als Cash McCall en Hound Dog Taylor en kreeg hij uiteindelijk een studiebeurs voor compositie bij William Russo aan het Columbia College. Stinson experimenteerde daarna in de gebieden blues, jazz en andere genres, voordat hij in 1974 met Chuck Greenberg de band Shadowfax formeerde, waarmee hij zes albums inspeelde. Hun album Folksongs for a Nuclear Village werd in 1989 onderscheiden met de Grammy Award als beste new age-album.
Na de opnamen voor The Odd Get Even (1989) verliet hij de band en werkte hij in het muziekcircuit van Los Angeles aan zijn muzikale experimenten, zoals de frequentiemanipulatie. In 1990 formeerde hij de G.E. Stinson Group, waarmee hij een eerste album inspeelde bij het avant-garde-label Nine Winds (The Same Without You, 1993). Verder werkte hij in projecten met het Wayne Peet Trio (Fully Engulfed), werkte hij mee aan de opera The Dreamer van Adam Rudolph en speelde hij op het album Right of Violet met Alex Cline en Jeff Gauthier. Hij werkte met het improvisatiecollectief Unique Cheerful Events en speelde gitaarduetten met Nels Cline. In 1996 nam hij een album op met zijn formatie A Thousand Other Names en bovendien werkte hij voor dansproducties en aan enkele soundtracks.
Stinson werkte bovendien met Gregg Bendian, Steuart Liebig en in verschillende projecten met Californische bands als Napalm Quartet, Splinter Group, Stinkbug en Metalworkers.

## Discografie
- 1992: The Same Without You (Nine Winds)
- 1996: Thousand Other Names (Bird Cage)
- 1999: Vapor (Ecstatic Peace)
- 2003: Gregg Bendian, Jeff Gauthier, Steuart Liebig, G.E. Stinson - Bone Structure (Cryptogramophone Records)